# Echinodorus cordifolius
Echinodorus cordifolius är en svaltingväxtart som först beskrevs av Carl von Linné, och fick sitt nu gällande namn av August Heinrich Rudolf Grisebach. Echinodorus cordifolius ingår i släktet Echinodorus och familjen svaltingväxter. Inga underarter finns listade.

## Bildgalleri

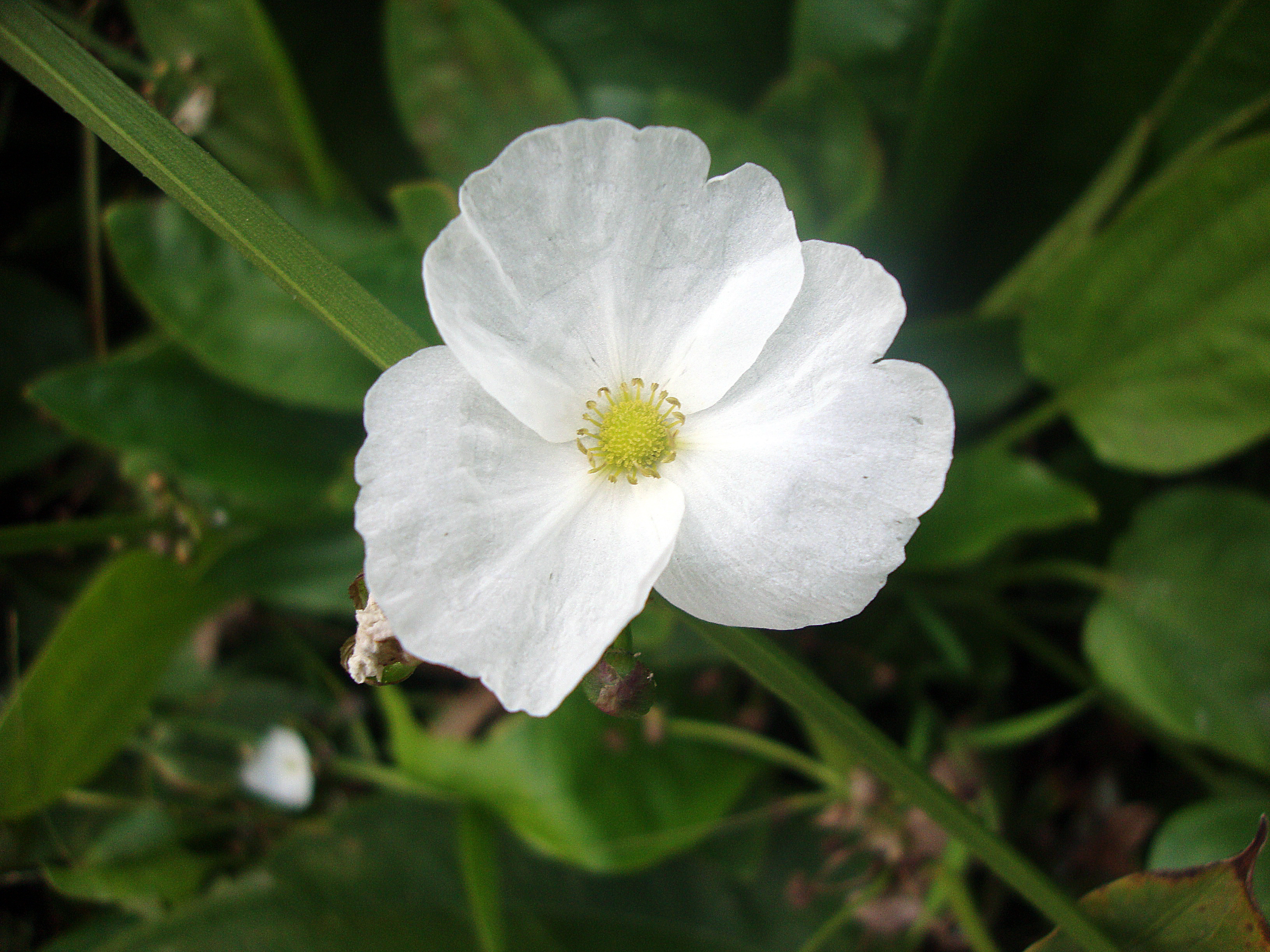
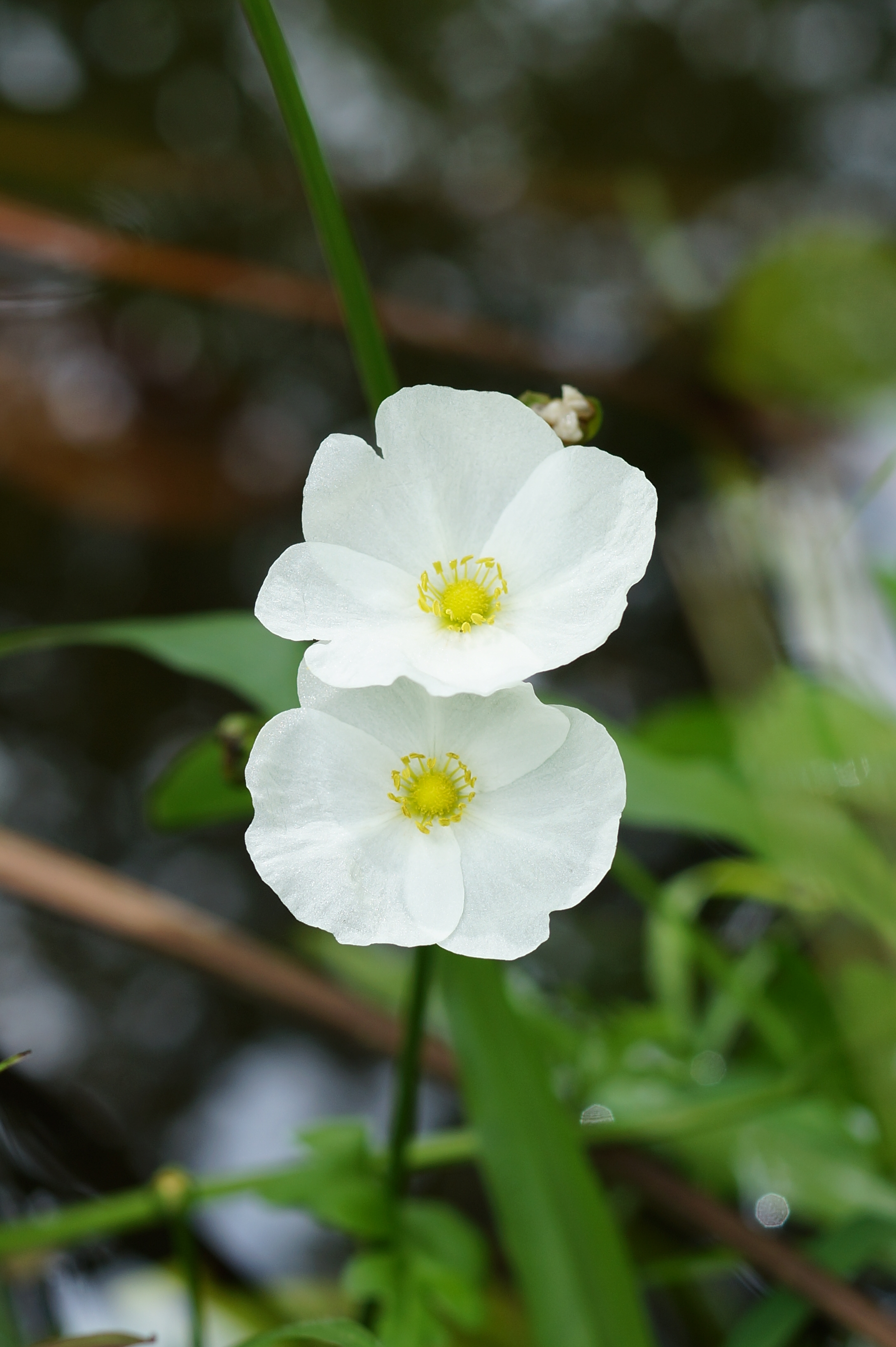
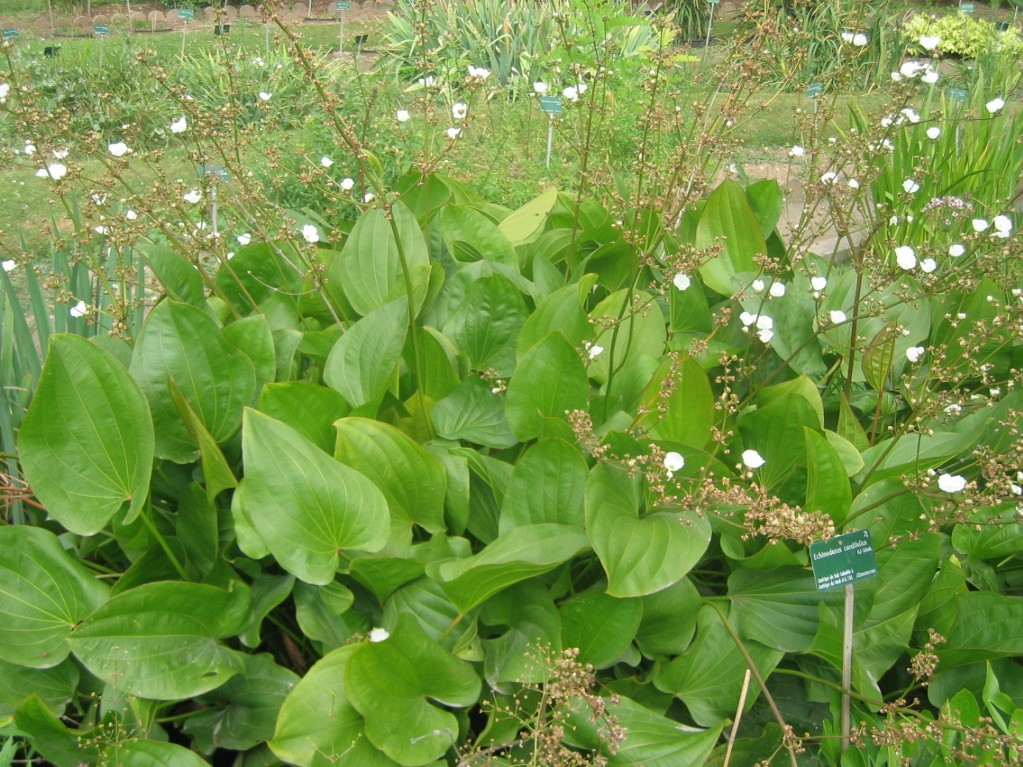